# SANE
SANE (zkratka anglického Scanner Access Now Easy, doslova zhruba nyní zjednodušený přístup ke skeneru) je svobodné programové rozhraní pro přístup aplikací k různým typům obrazových skenerů (fakticky podporuje kromě klasických skenerů i jiné způsoby získávání obrazu, například digitální fotoaparáty nebo videokamery). Jeho implementace umožňuje nezávislý a jednotný přístup k těmto zařízením bez ohledu na použité fyzické  rozhraní (USB, SCSI, …) a je vyvíjena především pro Linux, ale porty jsou i pro OS/2, eComStation, macOS a Microsoft Windows. Je napsána v Céčku a uvolněna pod licencí GNU GPL.
K projektu existuje několik různých grafických uživatelských rozhraní:
- XSane
- Document Scanner pro GNOME
- SwingSane

Na rozdíl od podobně zaměřeného projektu TWAIN dbá SANE důsledně na oddělení grafického uživatelského rozhraní a ovladačů konkrétních typů skenerů.